# José Mauro Vilarinho
José Mauro Alves Vilarinho (Floriano, 30 de abril de 1969) é um jogador de Voleibol Paralímpico Brasileiro (ParaVôlei).
Com formação acadêmica, graduado em Direito pela Faculdade de Direito da UERJ (Universidade do Estado do Rio de Janeiro). Foi campeão universitário pela UERJ jogando em pé. 
Pioneiro na modalidade do voleibol sentado no Brasil,  em 2002 começou a praticar a modalidade tornando-se em 2003 Capitão da Seleção Brasileira de Voleibol Sentado Masculino jogando da posição de meio de rede.
Atuou pela ANDEF (Rio de Janeiro) de 2003 até 2006, quando foi jogar na equipe paulista do Cruz de Malta durante os anos de 2007 e 2008. Em 2009 retornou a ANDEF e permabeceu até 2012, quando voltou a jogar em São Paulo, em 2013, na equipe do Totvs. Em 2014 transferiu-se para o Clube Paineiras do Morumby. Ao final de 2014, retornou ao Rio de Janeiro e passou a jogar pelo Club de Regatas Vasco da Gama, clube carioca que defende até hoje.
Medalhista de prata nos Jogos Parapan-Americanos de 2003 em Mar del Plata, também conquistou a inédita medalha de ouro nos Jogos Parapan-Americanos de 2007, no Rio de Janeiro.
José Mauro Vilarinho mora na cidade do Rio de Janeiro e há 20 anos se dedica ao Voleibol Sentado Indor e há 15 anos ao Voleibol Sentado de Praia.
Pentacampeão brasileiro de ParaVôlei, já foi eleito melhor bloqueio, melhor atacante (duas vezes), melhor recepção.  

## Outras conquistas
- Pentacampeão brasileiro.[5]

## Poliomielite
José Mauro Vilarinho possui deficiência nas pernas causada por sequelas de Poliomielite que teve quando criança.